# Polemonium eximium
Polemonium eximium är en blågullsväxtart som beskrevs av Edward Lee Greene. Polemonium eximium ingår i släktet blågullssläktet, och familjen blågullsväxter. Inga underarter finns listade i Catalogue of Life.

## Bildgalleri

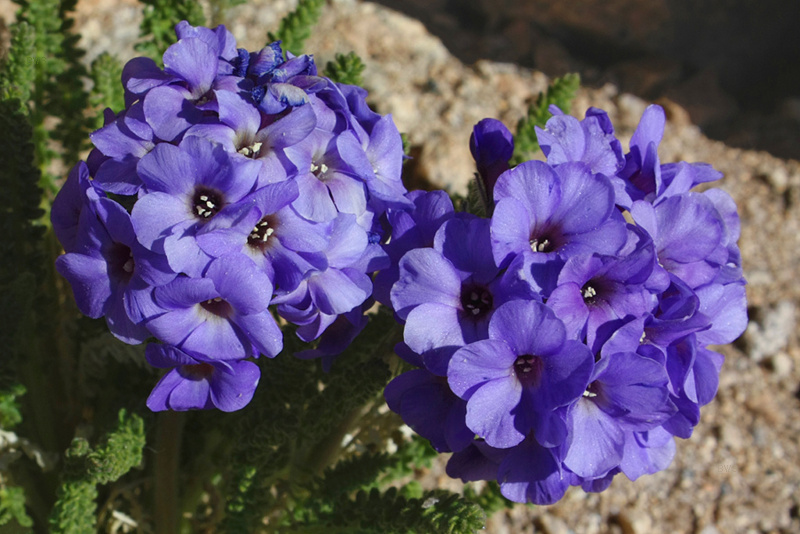
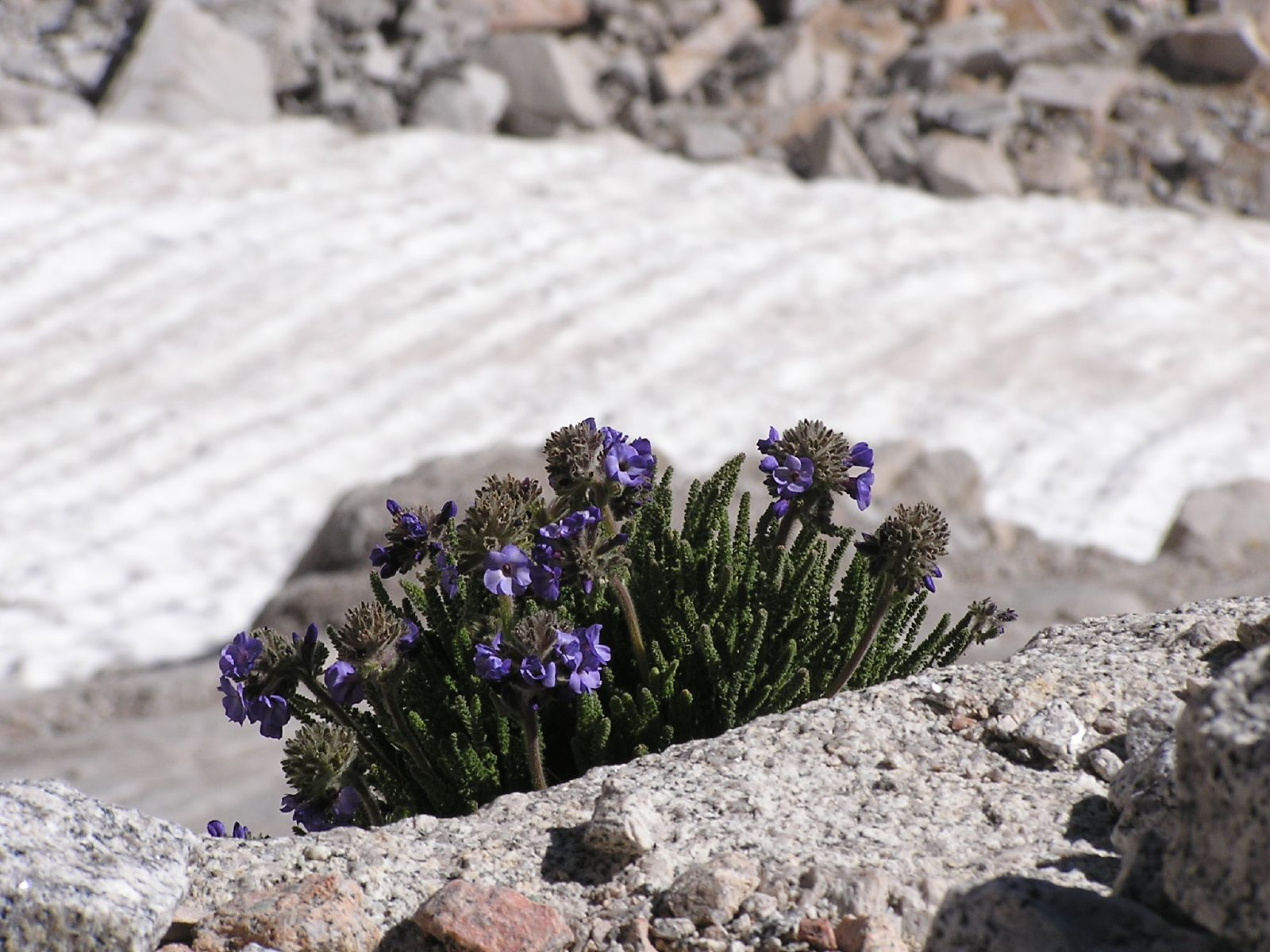
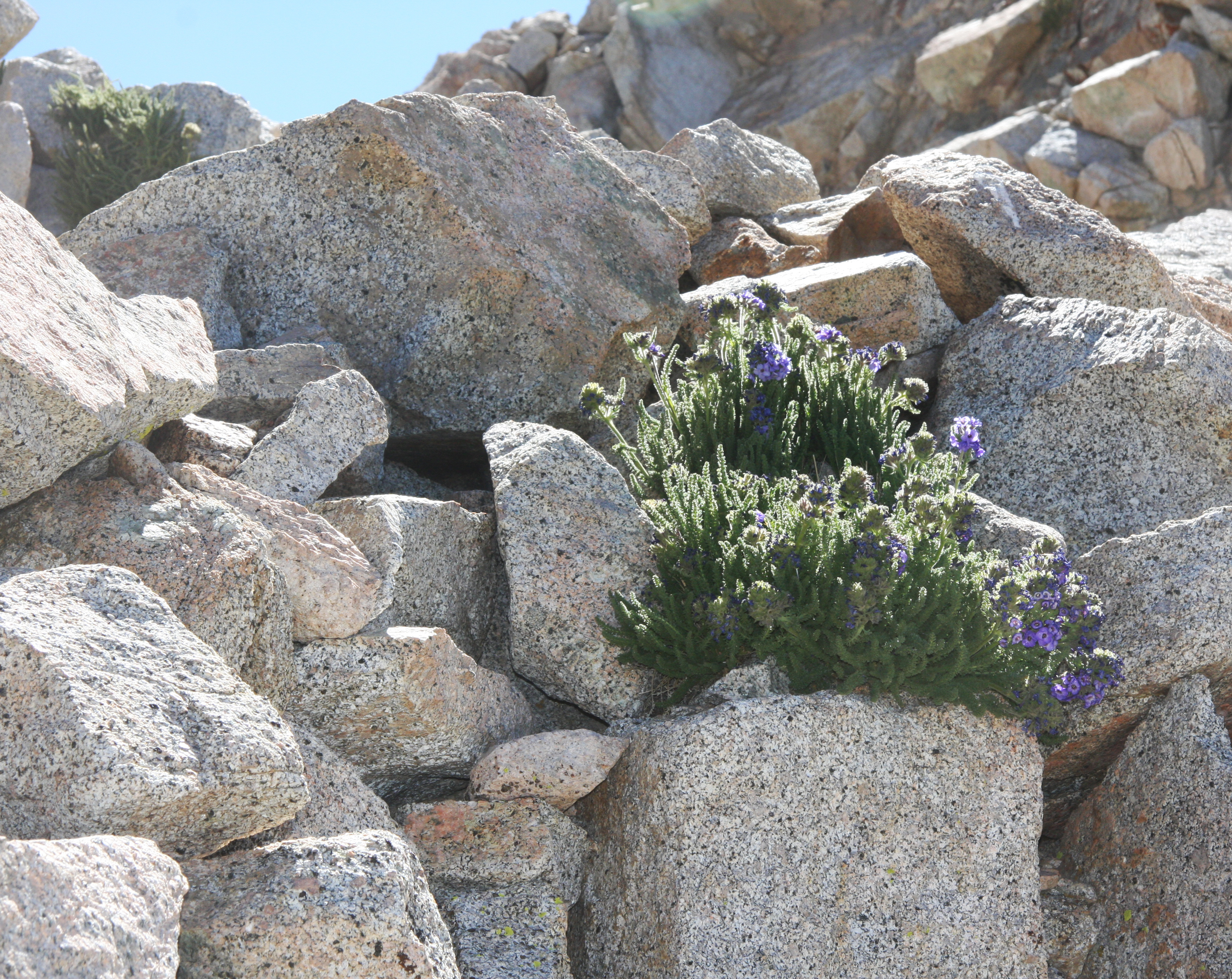
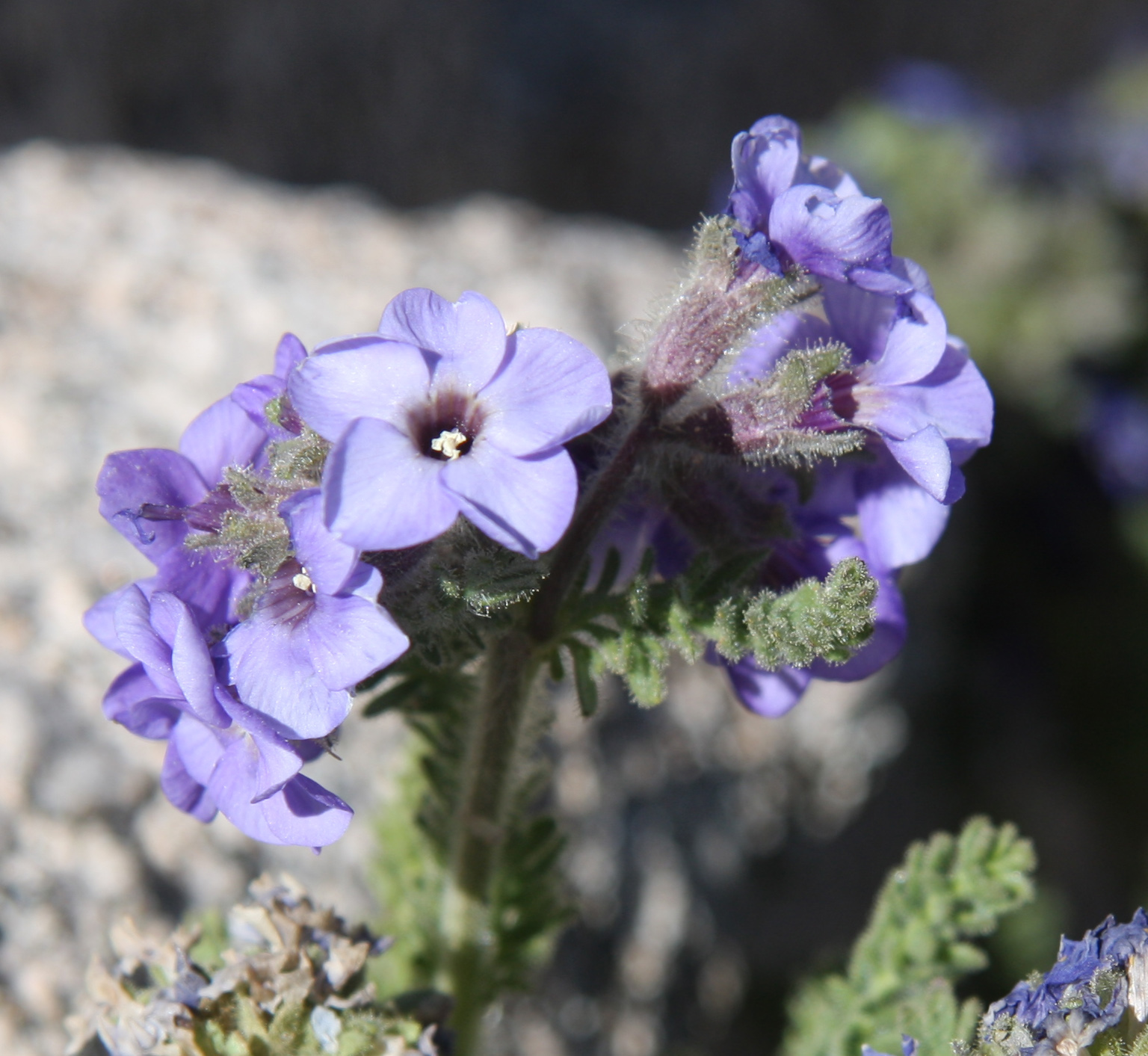
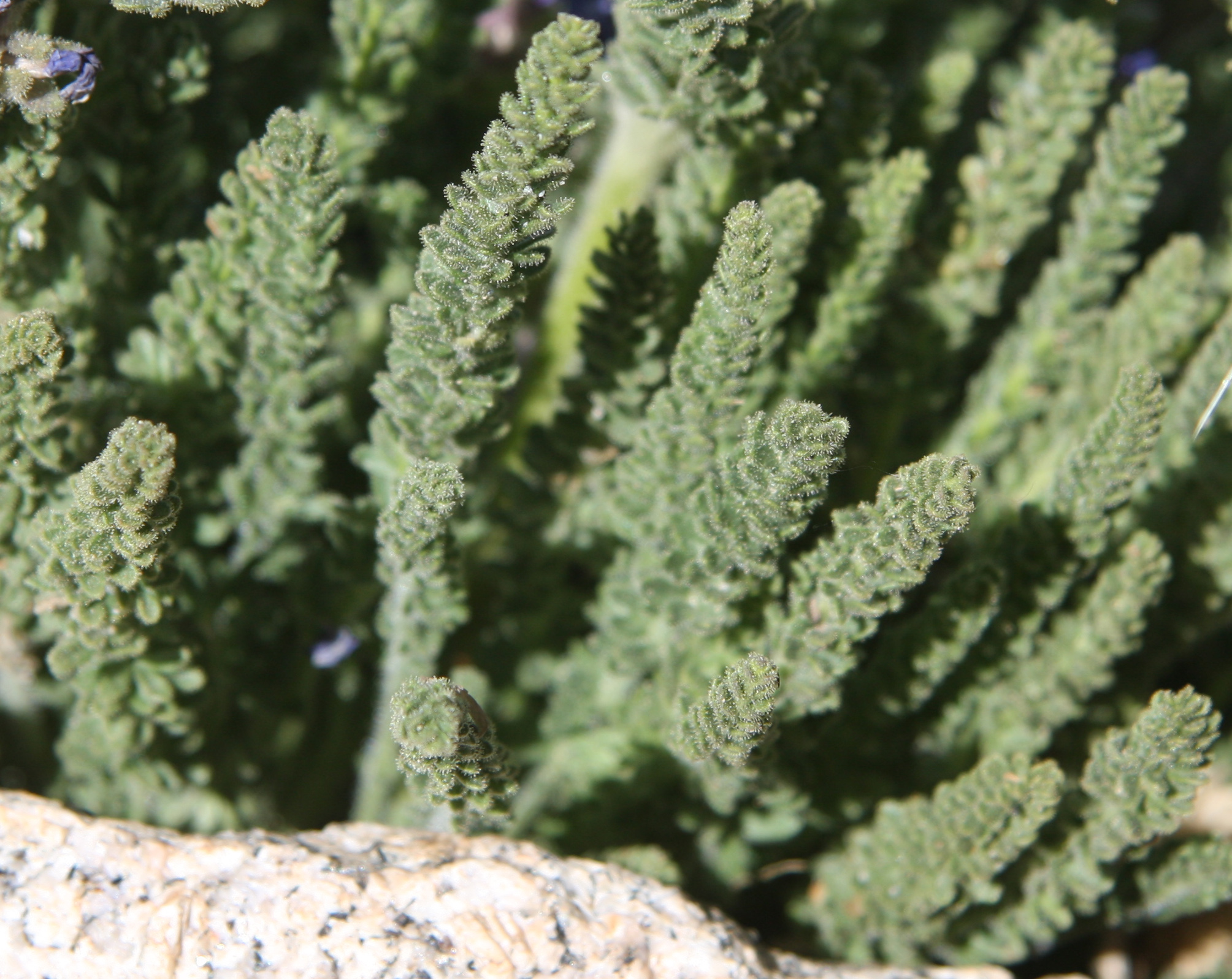